# Xylotymbou
Xylotymbou är en ort på Cypern. Den ligger i distriktet Eparchía Lárnakas, i den östra delen av landet, 40 km sydost om huvudstaden Nicosia. Xylotymbou ligger 60 meter över havet och antalet invånare är 3 593. Den ligger på ön Cypern.
Terrängen runt Xylotymbou är huvudsakligen platt, men västerut är den kuperad. En vik av havet är nära Xylotymbou söderut.Närmaste större samhälle är Larnaca, 15,1 km sydväst om Xylotymbou. Motorvägen A3 mellan Larnacas flygplats och Ayia Napa går förbi Xylotymbou.